# Théodoret de Kola
Théodoret de Kola (en russe : Феодорит Кольский, Feodorit Kolski, Feodorit de Kola) (1481-17 août 1571) est un higoumène et saint russe qui évangélisa la Laponie et notamment la Péninsule de Kola.

## Hagiographie
Sa vie est décrite dans l'Histoire du grand prince de Moscou (Istoria o velikom kniaze moskovskom) du prince André Kourbski dont il fut le confesseur.

## Biographie
Né en 1480 à Rostov Veliki. Il devient moine au monastère Solovetski à la fin du XIVe siècle et suit pendant 15 ans les conseils du starets Zosime. Il voyage ensuite dans les différents monastères de la Transvolga avec l'accord de ce dernier, passant notamment par le monastère Saint-Cyrille de Beloozero. En 1529 Zosime le rappelle mais meurt peu après ; Théodoret décide alors de vivre en anachorète et s'installe sur la presqu'île de Kola, au nord, à l'embouchure de la Kola (ou plutôt sur la côte ouest selon Evgeni Goloubinski), et y demeure 20 ans (selon Kourbski) avec pour compagnon un moine nommé Mitrofane. Il rentre à Novgorod pour recevoir l'ordination en tant qu'hiéromoine par Macaire, archevêque de Novgorod. Et lorsque ce dernier est élu métropolite de Moscou en 1542, il rentre à Kola et y fonde un monastère parmi les Lapons.
Commence alors sa période missionnaire, couronnée de succès, si l'on en juge par les chiffres de Kourbski, qui parle de 2 000 baptêmes en une journée. Mais peu fait pour la vie d'un monastère, il reprend ses pérégrinations. Il se réfugie notamment au monastère de la Trinité Saint-Serge auprès de son ami l'higoumène Artemi, ou encore à Souzdal. Mais il est accusé (injustement selon Kourbski) de l'hérésie de Matveï Bachkine pour ses relations avec Artemi au concile de 1556 et envoyé comme détenu au monastère Solovetski puis de Saint-Cyrille de Beloozero. Relaxé sur l'intervention du prince Kourbski et du métropolite Macaire, il est envoyé en mission auprès du patriarche de Constantinople pour faire confirmer le titre de tsar d'Ivan IV de Russie et ses successeurs. Au retour de cette mission, il s'installe dans un monastère de la Volga et rendit visite par deux fois aux populations lapones qu'il avait converties.
Il est canonisé par l'Église orthodoxe en 2003.

## Sources
- (de) Michael Klimenko, Ausbreitung des Christentums in Russland seit Vladimir dem Heiligen bis zum 17. Jahrhundert: Versuch einer Übersicht nach russischen Quellen, Berlin & Hambourg, Lutherisches Verlagshaus, 1969, p221-222